# Arktická rada

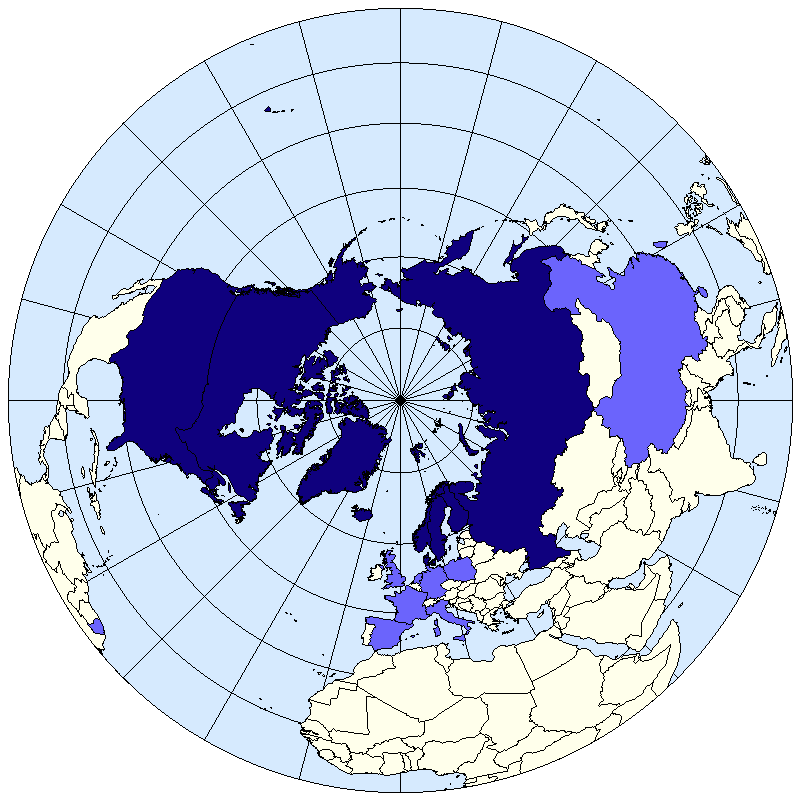
Členové Arktické rady tmavě modře na mapě severní polokoule, pozorovatelské státy světle modře

Arktická rada je mezivládní organizace zaměřená na problematiku Arktidy včetně možné těžby přírodních zdrojů, využitelnosti pro dopravu a problematiky arktických domorodých obyvatel. Jejími členskými státy se mohou stát pouze ty státy, jejichž území do Arktidy zasahuje, a všechny tyto státy, totiž Dánsko (zastupující i Grónsko a Faerské ostrovy), Finsko, Island, Kanada, Norsko, Ruská federace, Švédsko a Spojené státy americké, jimi také jsou. Kromě toho je stálými účastníky také šest organizací zastupujících různé skupiny původních obyvatel.
Arktická rada byla založena v roce 1996 a v jejím předsednictví se státy střídají po dvou letech. V květnu 2015 převzaly USA předsednictví v této mezivládní organizaci. Od roku 2021 předsedá Arktické radě Rusko, kterému předsednictví skončí v roce 2023.
Stálými pozorovateli byly ke květnu 2013 Čínská lidová republika, Francie, Indie, Itálie, Japonsko, Jižní Korea, Německo, Nizozemsko, Polsko, Singapur, Spojené království a Španělsko.
Na konci roku 2020 podala žádost o pozorovatelský status v radě také Česká republika. V květnu následujícího roku na jednání ministrů zahraničních věcí členských států Arktické rady ovšem nebyla otázka přijetí nových pozorovatelských členů projednávána, a Česká republika tak ani neobdržela oficiální reakci na přihlášku. Během přípravných jednání se podle informací ČTK totiž na předběžném jednání nepodařilo dosáhnout konsensu, neboť Rusko doporučilo českou žádost odložit, ačkoli ji nevetovalo. Odložení přihlášky by ovšem přesto nemělo ohrozit působení českých vědců v arktické oblasti, zejména pak na výzkumné a terénní stanici a pracovní lodi na Špicberkách, kde se angažovali hlavně vědci z Jihočeské univerzity v Českých Budějovicích a brněnské Masarykovy univerzity.
Povaha rady se mění od především vědecké spolupráce směrem k otázkám hospodářským případně i vojenským. Globální oteplování totiž mění oblast Arktidy táním a usnadňuje tak nejen možnosti dopravního využití Severní i Severozápadní cesty, ale také možnosti těžby přírodních surovin. Odtud pramení i zvýšený zájem neseverských států se oficiálně na debatách o budoucnosti Arktidy podílet formou přítomnosti na zasedáních Arktické rady.